# Salmijärvi (sjö i Rovaniemi, Lappland)
Salmijärvi är en sjö i kommunen Rovaniemi i landskapet Lappland i Finland. Sjön ligger 74,1 meter över havet. Den är 4,28 meter djup. Arean är 1,28 kvadratkilometer och strandlinjen är 6,39 kilometer lång. Sjön  ingår i Kemi älvs huvudavrinningsområde.   Den ligger nära Rovaniemi och omkring 700 kilometer norr om Helsingfors. 